# GRAND SLAM
『GRAND SLAM』(グランドスラム)は、河野慶による高校野球を題材にした日本の漫画作品。技術協力は廣戸聡一。『週刊ヤングジャンプ』（集英社）、2011年18・19合併号から2014年17号まで連載され、2014年4月17日から『となりのヤングジャンプ』にて連載中。
野球への憧れを胸に高校へと入学した野球素人の弱気な少年が、神奈川県立美咲高等学校野球部を舞台に、甲子園出場を目指す。美咲高校は実在の横浜市立桜丘高等学校をモデルとしている。

## 登場人物

### 美咲高校
神奈川県立美咲高等学校。学校のグラウンドは狭く他の部と共用して使用。

#### 野球部
世界 一心（せかい いっしん）
投手。右投右打。背番号18。1年2組。身長：168cm。体重：60kg。4スタンスタイプ A2
主人公。自己紹介もまともに出来ない弱気な性格だが、努力家で意外と芯が強い。真っ直ぐで素直な心の持ち主。
『世界道場』にて毎日拳法を教えてくれた亡き祖父との約束により、子供の頃に河川敷で見て憧れた野球をすることを決心した。
ルールは一切知らず、入部後も練習試合当日の移動中に強制的に携帯ゲームをやらされるまで覚えようともしなかった。
日本拳法関東武術大会に出場したが他人を殴ることへの躊躇などから正しい体の使い方が出来ず、相手も殴れないため10年間で1勝もできなかった。
野球はキャッチボールもまともに出来ない素人だが、初打席で初見のシンカーをホームラン。
球速は120km/hそこそこだが、ブルペンでは81分割のストライクゾーンに正確に投げる抜群の制球力をもつ。カーブは現在投げられないが、蔵座の握り方と自身の身体バランス感覚から偶然にもチェンジアップを会得しスライディングの技術も一流と称され、強打者の打球を素手で捕球しても無傷である。こうした能力は「体の使い方」を感覚的に熟知することによる非常に高い身体操作能力のためである。感覚的なので他人への指導はできない。
蔵座 直哉（ぞうざ なおや）
捕手。右投右打。背番号2。1年2組。六番打者。身長：174cm。体重：66kg。4スタンスタイプ B2
中学3年時に横須賀海王シニアで正捕手として関東大会を制した。
神奈川県No.1投手の三木山とリトル時代から数々のタイトルを獲った有名選手だったが、関東大会で骨折し強豪私立校からのスカウトに漏れた。
自ら弱小の美咲高校の意識・環境を変えて本気で甲子園出場を目指している。
古藤 計（ことう けい）
右投。背番号20。1年4組。身長：165cm。体重：58kg。4スタンスタイプ A1
一心が野球部に入るのを応援してくれた心強い同級生。研究熱心、観察力があり、人間関係に意外と鋭い。面倒見が良く明るく気さくな性格で教えることも好きで、初心者の一心にスナップスローを教え、蒼徳戦前には一心にルールを野球ゲームで短期間で覚えこませた。
スコアラーを担当していたが、横北との決勝で試合中に倒れた水戸に代わり出場する。
前田 龍秋（まえだ たつあき）
投手。右投右打。背番号1。3年。四番打者。変化球はシンカー(決め球)、スライダー。身長：185cm。体重：82kg。4スタンスタイプ A1
ストレートによる内角攻めが好みのエース。球持ちは良く、球の出所が見づらい。
スタミナ不足のため待球作戦を敷かれると制球が乱れて自滅する。
筋金入りの気分屋でトレードマークは変なTシャツ。
1年時に一人で投げ抜いてチームを神奈川県ベスト8に導いた。
古賀 桂治（こが けいじ）
捕手、一塁手。右投右打。背番号3。3年。五番打者。キャプテン。身長：178cm。体重：84kg。4スタンスタイプ B1
厳しく熱い性格。投手の経験がある。
松葉杖を使うほどの右足故障から2週間で一塁守備に復帰。
川戸（かわと）
遊撃手。右投左打。背番号6。3年。一番打者。
髪にメッシュ。キレやすい。投手経験あり。
椎名（しいな）
三塁手。右投右打。背番号5。3年。二番打者。小柄。
セドリック伊藤（セドリックいとう）
内野手。右投右打。2年。身長：184cm。体重：80kg。4スタンスタイプ B1
海王シニアで蔵座たちの一つ上の世代。美咲高校入学後は、ワケあって野球から離れていたが、蔵座の誘いもあって復帰。
パワフルな打撃と明るい性格でチームのムードメーカー的存在となり、蔵座の後押しもあり古賀の後を引継ぎキャプテンを務める。
水戸 宗介（みと）
投手、右翼手。右投右打。背番号11。2年。4スタンスタイプ A1
弱気で涙目。
加藤 正美（かとう）
投手、中堅手。左投左打。背番号10。2年。三番打者。4スタンスタイプ B2
ワンポイント。メガネ。
福本 幸一郎（ふくもと）
捕手、左翼手。右投右打。背番号12。2年。七番打者。4スタンスタイプ B2
太眉で体重120kgの巨漢。いつも何か食べている。
小松 潤（こまつ じゅん）
1年目の野球部顧問。ルールにも疎い素人監督。身長：168cm。体重：55kg。

#### その他の生徒
蓮池 南（はすいけ みなみ）
陸上部。長身。右翼手、投手。左投左打。背番号9。1年4組。4スタンスタイプ B1
全中陸上100ｍファイナリスト。ジャベリックスローの日本ジュニア記録保持者で強肩。
陸上部のグラウンド使用日を増やす検討をされる程、学校に期待されている。
一心の体の秘密に並々ならぬ興味を抱いており、野球部と接触する機会が多い。
秋大会予選後、一心との槍投げ対決を機に野球部へ入部する。常に強敵を求める挑戦者。
結衣（ゆい）
1年2組。野球のルールは全く知らないが、野球に熱心に打ち込む同じクラスの世界と蔵座に興味を持っている。無計画で方向音痴。天然。
未来（みき）
1年。結衣の友達。面倒見の良いしっかり者。天然な結衣によく振り回されているが仲は良い。怒ると角が生える事がある。

### 私立横須賀蒼徳学園
神奈川高校野球「特Aクラス」5校中の1校で2年前に横浜北高と選抜に出場。部員は120人。
10年前に不祥事を起こし強豪校との練習が組みにくくなり、美咲高校と毎年練習試合をするようになった。
本田 勝彦（ほんだ かつひこ）
遊撃手。右投右打。背番号6。1年。三番打者。
中学時に横須賀海王シニアでクリーンナップを打ち関東大会を制した。
AA世界野球選手権で日本代表のショート。リトルシニア時代の通算打率は8割。
打撃では抜群に勘が働くタイプ。
力丸 剛也（りきまる たけや）
一塁手。右投右打。背番号3。1年。
南葉シニアの主砲で巨漢。プライドが高く中学時代に蔵座に完全に抑えられたことを恨んでいる。
蒼徳の四番で専用の外野ネット『力丸ネット』が作られている。
岩切（いわきり）
捕手。右投左打。背番号2。五番打者。
キャプテン。モミアゲ。
保科（ほしな）
投手。左投左打。背番号1。八番打者。
エースピッチャー。ストレートは最速145km/hでナチュラルに動くクセ球。
球持ちも良くボールの出所の見づらいフォーム。スライドパームも投げる。
片山 康孝（かたやま やすたか）
二塁手。右投右打。背番号4。3年。一番打者。
リトル時代に日本一。俊足。
栗山 勉（くりやま つとむ）
中堅手。左打。背番号8。二番打者。
大熊 壮一郎（おおくま そういちろう）
野球部監督。ノック時は右打ち。
昔は厳しいことで有名だった。異名は“狂暴な熊(グリズリー)”。
趣味で部内の新聞を作り部員全員に配り、部室の壁に貼る。

#### その他の登場人物
山本 源輔（やまもと げんすけ）
コーチ・整体師・スポーツアドバイザー。 身長：155cm。体重：50kg。
競馬新聞を片手にスタンドのおじさん客に解説をする白髪白髭の老人。
その実体は、プロ野球選手を育てた伝説のコーチ。“大師範”の異名を持つ。
人間の身体構造を研究し、その使い方を追求した指導法で、数多くのアスリートを導いてきた指導者。理論の根幹は、「万人共通の“型”、また個体差によって変わる“型”があり、それを身につけることが安定と最大出力を生む」。
15年前に茨城の上常学院野球部を指導して全国優勝に導いた。
代々指導者の家系で、その昔の祖先は武田信玄に仕え、忍の武術指導にもあたっていた伝説の軍師とも言われている。
世界 三郎（せかい さぶろう）
一心の祖父(故人)。実直な性格で拳法の稽古に熱心だった。
源輔とは身体理論について切磋琢磨した盟友。

## 単行本
- 河野慶・廣戸聡一（技術協力） 『GRAND SLAM』 集英社〈ヤングジャンプ・コミックス〉、既刊13巻（2014年3月19日現在）
  1. 2011年7月24日第1刷発行（7月19日発売[集 1]）、ISBN 978-4-08-879183-8
  2. 2011年10月24日第1刷発行（10月19日発売[集 2]）、ISBN 978-4-08-879217-0
  3. 2012年1月24日第1刷発行（1月19日発売[集 3]）、ISBN 978-4-08-879253-8
  4. 2012年3月24日第1刷発行（3月19日発売[集 4]）、ISBN 978-4-08-879293-4
  5. 2012年7月24日第1刷発行（7月19日発売[集 5]）、ISBN 978-4-08-879377-1
  6. 2012年7月24日第1刷発行（7月19日発売[集 6]）、ISBN 978-4-08-879378-8
  7. 2012年10月24日第1刷発行（10月19日発売[集 7]）、ISBN 978-4-08-879439-6
  8. 2013年1月23日第1刷発行（1月18日発売[集 8]）、ISBN 978-4-08-879497-6
  9. 2013年3月24日第1刷発行（3月19日発売[集 9]）、ISBN 978-4-08-879534-8
  10. 2013年7月24日第1刷発行（7月19日発売[集 10]）、ISBN 978-4-08-879612-3
  11. 2013年10月23日第1刷発行（10月18日発売[集 11]）、ISBN 978-4-08-879710-6
  12. 2014年1月22日第1刷発行（1月17日発売[集 12]）、ISBN 978-4-08-879735-9
  13. 2014年3月24日第1刷発行（3月19日発売[集 13]）、ISBN 978-4-08-879769-4